# Булліт
«Булліт» — американський фільм у жанрі поліцейського трилера зі Стівом МакКуїном у головній ролі. Стрічку поставив режисер Пітер Йетс на кіностудії Warner Brothers. Це екранізація романа Роберта Л. Пайка «Німий свідок» (1963), за сценарієм Алана Трастмана і Гаррі Клейнера. Фільм здобув премію «Оскар» у номінації найкращий монтаж. Також у скарбничці фільму є премія Едгара Алана По (1969) за найкращий сценарій.
У 2007 році фільм був включений Бібліотекою Конгресу в Національний Реєстр США, як важливий в культурному, історичному і естетичному відношенні.

## Сюжет
Відомий в Каліфорнії політик, глава комітету по боротьбі з організованою злочинністю у Сан-Франциско, сенатор Волтер Чалмерс (Роберт Вон) отримав шанс просунутися по кар'єрних сходах. У його руках опинився важливий свідок, який готовий надати свідчення на босів великого злочинного синдикату. Свідка звуть Джон Росс, він працював разом зі своїм братом Пітом Россом (Вік Тейбек), гангстером в Чикаго. Слухання мають відбутися у понеділок, історія починається у п'ятницю ввечері, за 2 дні до судового засідання.
По ходу сюжету з'ясовується, що Росс вкрав 2 мільйони доларів у мафії і хоче сховатися з цими грошима. За ним ведуть полювання двоє кілерів. Чалмерс поміщає Джоні Росса (Феліче Орланді) в безпечне місце і приставляє до нього охорону з числа поліцейських місцевого відділення. Відповідальним за безпеку свідка призначений лейтенант Френк Булліт (Стів МакКуїн).
Булліт з двома підлеглими — сержантом Делгетті (Дон Гордон) та інспектором Карлом Стентоном (Карл Рейндел) по черзі охороняють Росса в номері готелю «Деніелс», дешевого готелю біля шосе «Ембаркадеро», дотримуючись конспірації. Дорогою до готелю, Росс робить декілька телефонних дзвінків. В суботу ввечері, коли на зміні був Стентон, в номер дзвонить портьє і говорить, що приїхав Чалмерс і хоче увійти до номера. Стентон просить почекати і дзвонить додому Булліту, щоб отримати вказівки. Булліт відчуває недобре і дає розпорядження нікого не впускати. У цей момент Росс підходить до дверей і чомусь знімає ланцюжок. Двоє найманців — літній, сивий Майк і водій Філ (останнього грає автогонщик Білл Хікмен) вриваються до кімнати, Майк розстрілює поліцейського Стентона і Росса з дробовика, після чого кілери тікають. Стентон поранений в стегно, а Россові дріб попав в ліве плече та обличчя. До приїзду поліції та швидкої допомоги обидва втратили багато крові, але залишились живі.
Стентон і Росс в лікарні. Для Булліта тепер питання честі розплутати цю справу і зловити тих, хто стріляв в його підопічного і товариша по службі, а при нагоді і відквитатися з мафією. Чалмерс оскаженілий і звинувачує Булліта в некомпетентності, покладаючи на нього провину за те, що сталося. Чалмерс погрожує зруйнувати кар'єру лейтенанта, у випадку якщо свідок помре. Він дає зрозуміти, що його не хвилює ніщо, окрім можливого зриву слухань, які повинні принести йому політичні дивіденди: ні стан пораненого поліцейського, ні навіть пара вбивць, що розгулюють на волі. Чалмерс заздалегідь відхрещується від всієї цієї непривабливої і невигідної для нього історії, знайшовши «цапів відбивайлів» в поліцейському управлінні міста.
Життю Стентона більше ніщо не загрожує, стан же свідка значно серйозніший. Лікарки оцінюють його шанси як «п'ятдесят на п'ятдесят». Незабаром один з вбивць, Майк проникає до лікарні, щоб докінчити Росса, але завдяки пильності персоналу, про це дізнається Булліт і переслідує його по лікарняних коридорах і підсобних приміщеннях. Все ж досвідченому Майку удається піти від Булліта і сховатися. Проте гірше сталося — повернувшись після безуспішної гонитви за Майком в лікарняне відділення, Булліт дізнається, що Росс помер від поранень.
Френк вирішує виграти час, приховавши смерть Росса від Чалмерса і журналістів. Він просить доктора Уїлларда «загубити» карту хворого свідка, а сам в цей час таємно, під ім'ям Джона Доу, перевозить тіло Росса в морг.
В неділю вранці Чалмерс приходить у госпіталь і виявляє відсутність свідка. Розпити докторів і персоналу нічого не дають: карти немає, всі неначе змовилися. Чалмерс у сказі, але нічого не може зробити, він приходить до висновку, що Булліт викрав свідка, щоб вести якусь свою гру. Тут несподівано дзвонить Булліт і говорить, що все під контролем і Росс в безпечному місці, після чого кидає слухавку. Чалмерс вимагає від капітана Бейкера (Норман Фелл) усунути Булліта від цього завдання. Також він робить спробу чинити тиск на капітана Беннетта (Саймон Окланд) з метою дізнатись, де знаходиться Росс. Але Беннет встає на сторону Булліта і не піддається, ні на погрози, ні на обіцянки Чалмерса.
В цей час Булліт, маючи на руках опис злочинців, отриманий від портьє готелю, вирішує провести слідчий експеримент, проїхавши по місту тим же маршрутом, що і загиблий Росс. На щастя, Френку удається знайти таксиста (Роберт Дюваль), що підвозив Росса до готелю напередодні. Таксист в подробицях запам'ятав вчорашню дорогу Росса, включаючи зупинки в телефонів-автоматів. Так Будлліту вдається вийти на подружку Росса Дороті Симмонс, якій він дзвонив незадовго до своєї смерті в готель" Сан-Матео". Булліт починає підозрювати, що загиблий, якого він охороняв, був не тим, за кого себе видавав. Тут він помічає підозрілий автомобіль, в якому сидять двоє типів, що явно підпадають під опис злочинців. Слідує ефектна центральна сцена гонитви по вулицях і передмісті Сан-Франциско.
Вбивці на автомобілі Dodge Charger сподівалися прослідити за Буллітом і дізнатись, куди він заховав Росса. Але виявившись виявленими, самі вимушені тікати. Музика тривожно замовкає, Філ пристібається пасом безпеки і, вибравши зручний момент, дає повний газ. Автомобіль з ревом зривається з місця, входить в крутий віраж і ховається за поворотом. Булліт на своєму Ford Mustang, не очікуючи такого розвитку подій, трохи забарився, але розібравшись в дорожньому трафіку незабаром почав наздоганяти бандитів. Вулиці міста дуже горбисті і обидві машини із скреготом і в клубах пилу і диму від шин, скачуть на численних підйомах і зриваються зі спусків. Почавшись в місті на узбережжі, і привівши до декількох невеликих випадків на завантажених дорогах Сан-Франциско, гонитва продовжується в передмісті. Майк вихоплює «вінчестер» 1897 і стріляє в Булліта. Френк на повній швидкості прагне зіштовхнути Dodge в узбіччя. Нарешті йому це удається, Філ втрачає управління, і Dodge влітає на автозаправну станцію. Страшний удар, слідує серія потужних вибухів, і обидва кілери згорають живцем в позбитому автомобілі.
Повернувшись в поліцейського відділку, Буллітт отримує нагоріхи від Бейкера і Беннета, але тепер у нього є додатковий час до ранку понеділка, щоб розібратися в цій справі, начальство пообіцяло його прикрити від посягань Чалмерса. Френк вирішує почати з Дороті Симмонс, подружки Джоні Росса. Щоб дістатися до готелю «Сан-Матео» йому потрібна машина, але свою він розбив, а вільної немає. Тоді він просить свою дівчину Кеті (Жаклін Біссет), відвести його до готелю. Вони знаходять Дороті мертвою в кімнаті готелю, з перерізаним горлом. Кеті в жаху, вона розуміє, що до цього моменту ніколи не замислювалася, якие життя доводиться жити Буллітту, чим займатися. Вона говорить, що неможливо жити серед всього цього і не зачерствіти душею, і що вона не зможе бути з такою людиною: «Ти живеш на смітнику, Френку!».
Булліт і Делгетті оглядають речі вбитої. Весь одяг і туалетне приладдя нові, на речах навіть залишилися бірки. Виявляється, убиту звали Дороті Реник (Бренді Керолл), в її речах виявлений квиток на літак до Італії, до Риму. Другий квиток для її чоловіка, про якого відомі лише його ініціали АР. Подальше розслідування показує, що існує якась загадкова людина на ім'я Альберта Е. Реник. Булліт дає розпорядження Делгетті зв'язатися з Чикаго і запитати паспортні дані цієї людини. Сам же Френк вирушає в морг, з'ясувати результати розтину і зняти відбитки пальців з трупа.
Коли Френк оглядає тіло Росса, з'являється Чалмерс і бачить труп «свого» свідка. Булліт повертається у відділення, відповідь з Чикаго повинна прийти з хвилини на хвилину. Знову з'являється Чалмерс і вимагає від Булліта підписати протокол про те, що Росс загинув, знаходячись під його захистом. Булліт чекає на факс з Чикаго і показує Чалмерсу копію паспорта Реника. Із здивуванням, Чалмерс впізнає на фотографії Джона Росса. Все стає на свої місця. «Ти прислав нам не ту людину» — говорить Френк. Убитий не був Джоном Россом, це був чоловік Дороті, Альберт Реник, продавець старих машин з Чикаго без кримінального минулого. Наївний торговець не зміг відмовитися від пропозиції справжнього Джона Росса підмінити його за винагороду. Сам же Росс під ім'ям Реника і з його документами збирається тікати з Сан-Франциско. Дізнавшись про смерть Реника, Росс вбиває і його дружину, щоб його таємниця не була розкрита.
Булліт повинен зупинити Росса в що б те не сталось, не дати йому покинути місто. Очевидно, що він збирається летіти до Риму, оскільки квитки замовлені заздалегідь. У аеропорту Френк в черговий раз стикається з Чалмерсом, який натякає йому, що свідок дуже важливий, і має бути доставлений живим, від цього залежить не лише його кар'єра як політика, але і кар'єра Френка в поліції. Булліт рекомендує йому забиратися. Посадка на рейс вже закінчилася, а Булліт так і не зміг вислідити Росса. На щастя, на терміналі йому сказали, що Росс в літаку. Френк вимагає затримати виліт. Пасажирам оголошують, що виліт відкладається і просять покинути літак. Росс (Пет Ренелла) розуміє, що затримка не випадкова, швидше за все шукають його. Побачивши Френка, що уважно вивчає пасажирів, що покидають літак, Росс намагається тікати. Він біжить в темряві по злітній смузі, Френк переслідує його серед літаків, що прибувають. Росс відстрілюється, але безуспішно. Нарешті, Френк наздоганяє його в будівлі терміналу, але Росс забігає всередину і прагне загубитися в натовпі. Булліт помічає його. На підході Делгетті і озброєний охоронець, Булліту вдається загнати Росса в кут. Дорога бандитові перегороджують скляні двері, за якими знаходиться охоронець. Не довго думаючи, Росс стріляє в охоронця крізь двері, але той падає і перегороджує йому дорогу, до того ж спрацьовує система блокування. Росс у пастці. Він повертається до Булліта, і Френк стріляє в нього кілька разів — вперше за весь фільм.
Булліт повертається додому і знаходить в кімнаті сплячу Кеті. Він йде до ванної кімнати, миє руки і задумливо дивиться в дзеркало, можливо прагнучи розгледіти там своє майбутнє.

## У ролях
| Актор                | Роль                |
| -------------------- | ------------------- |
| Стів Макквін         | Френк Булліт        |
| Жаклін Біссет        | Кеті                |
| Роберт Вон           | Волтер Чалмерс      |
| Дон Гордон           | Делгетті            |
| Саймон Оукленд       | капітан Сем Беннетт |
| Норман Фелл          | капітан Бейкер      |
| Роберт Дюваль        | Вайсберг            |
| Георг Стенфорд Браун | доктор Віллард      |
| Джастін Тарр         | Едді                |
| Карл Райндел         | Карл Стентон        |
| Феліче Орланді       | Альберт Ренік       |
| Вік Тейбек           | Піт Росс            |

## Гонитва
Знаменита сцена гонитви з фільму Булліт була визнана найкращою в історії кіно за результатами опиту 5500 респондентів у Великій Британії.
У зйомках були задіяні два автомобілі 390 GT V8 Ford Mustang і два V8 Dodge Charger. Обидві моделі 1968 років випуску. «Мустанги» були надані для зйомок компанією «Ford», за угодою з Warner Brothers. Їх двигуни, підвіска і гальмівна система були радикально модифіковані Максом Балчовськи, гонщиком-ветераном. Компанія «Ford» також виділила два седана Gelaxie, але продюсери стрічки не вкористали їх, оскільки підвіска цієї моделі не змогла витримати навантажень під час виконання трюків на вулицях Сан-Франциско. Тож було вирішно замінити Gelaxie на «Доджі», які придбали безпосередньо в Glendale Dodge в місті Глендейл (Каліфорнія). Двигуни майже не піддалися модифікації, підвіска була покращувана до відповідності вимогам перегонів.
Широко поширена думка, що Стів МакКуїн — прекрасний водій — виконував всі автомобільні трюки сам, проте це не зовсім вірно. Постановник трюків Кері Лофтін мав в своєму розпорядженні знаменитого авто- і мотогонщика Бада Екінса, який і виконував найнебезпечніші трюки на «Мустангу». В салоні Мустанга інколи можна розгледіти в дзеркалі водія. Коли воно підняте, видно МакКуїна, коли опущено і нікогоне видно — за кермом Екінс. Чорним Dodge Charger управляє Біл Хикмен, який і виконує роль одного з вбивць, а також брав участь в постановці сцени.
Кажучи про швидкості машин в цій сцені, режисер називав цифру 120—130 км/год. Але насправді машини (включаючи ту, в якій була встановлена кінокамера) розганяються до 175 км/год на рівних ділянках дороги. Сцену тривалістю 9 хвилин 42 секунди знімали три тижні. Dodge Charger в цілому втрачає шість ковпаків, деякі з яких потім знов з'являються, щоб знову загубитися. Один раз цей автомобіль врізається в камеру і отримує пошкодження передніх ґрат, помітне надалі. Кінокомпанія дістала відмову на прохання проводити зйомки на мосту Золоті Ворота.
Під час сцени гонитви, автомобілі чотири рази проносяться поруч одного і того ж зеленого «жука» Volkswagen. Це результат того, що для зйомок був відведений вельми невеликий район міста, і на машинах довелося встановити по декілька камер, що знімають під різними кутами. В процесі монтажу ці епізоди були збудовані так, щоб створювалося враження, що герої об'їздили велику за площею територію.
Після завершення зйомок один з «Мустангів» був відправлений до утилізацію за взаємною домовленостю сторін. Екземпляр, що уцілів після ремонту, був викуплений Warner Brothers. Надалі машина змінила декількох власників, МакКуїн також хотів її купити, але не зміг. В наш час[коли?] цей автомобіль не на ходу і належить анонімному власникові, з чуток знаходиться в гаражі десь в долині річки Огайо.

## Музичний супровід
| #  | Композиція                | Тривалість |
| -- | ------------------------- | ---------- |
| 1  | «Bullitt (Main Title)»    | 2:09       |
| 2  | «Room 26»                 | 2:23       |
| 3  | «Hotel Daniels»           | 2:54       |
| 4  | «The Aftermath of Love»   | 2:49       |
| 5  | «Music To Interrogate By» | 2:51       |
| 6  | «On The Way To San Mateo» | 2:31       |
| 7  | «Ice Pick Mike»           | 3:01       |
| 8  | «A Song For Cathy»        | 2:13       |
| 9  | «Shifting Gears»          | 3:17       |
| 10 | «Cantata For Combo»       | 3:05       |
| 11 | «The First Snowfall»      | 3:04       |
| 12 | «Bullitt (End Title)»     | 2:39       |

## Нагороди та номінації
1969 Премія «Оскар»
- Перемога — найкращий монтаж — Френк П. Келлер
- Номінація — найкращий звук

1970 Британська академія телебачення і кіномистецтва BAFTA
- Номінація — найкраща робота оператора — Вільям А. Фрейкер
- Номінація — найкращий режисер — Пітер Йетс
- Номінація — найкращий монтаж — Френк П. Келлер
- Номінація — найкращий саундтрек
- Номінація — найкращий актор другого плану — Роберт Вон